# Società anonima Elba di miniere e altoforni
La Società anonima Elba di miniere e altoforni è stata un'azienda siderurgica costituita alla fine del XIX secolo, che ha operato nell'isola d'Elba nella prima metà del XX secolo

## Storia
La società venne fondata a Genova il 29 luglio 1899 con lo scopo di gestire le risorse minerarie dell'isola d'Elba e costruire un altoforno a Portoferraio.
Nel 1897 il Governo stabiliva in venti anni, prorogabili per altri cinque, la durata del contratto di affitto per le miniere del ferro, concessioni che in precedenza avevano la durata di cinque anni, che non permettevano alle società minerarie di investire nel lungo termine. La concessione venne assegnata a Ugo Ubaldo Tonietti, erede
di una facoltosa famiglia di Rio Marina. Nel 1898 Pilade Del Buono, già direttore delle miniere e convinto sostenitore della necessità di sviluppare la siderurgia italiana per renderla competitiva con le industrie europee più avanzate venne eletto deputato e in tale veste svolse una instancabile azione nel parlamento e presso grandi gruppi finanziari, sia italiani che esteri, per raccogliere i capitali necessari alla fondazione della prima industria italiana per la lavorazione del ferro con moderne tecnologie.
La prima pietra del nuovo stabilimento venne posata nel 1900 e il sito produttivo venne inaugurato nel 1902.
Il 14 aprile 1903 entrava in funzione il ponte Hennin, dal nome del primo direttore dello stabilimento, l'ingegnere Alfonso Hennin, che ha fornito un contributo
determinante all'incremento della produttività, collegando tra loro tutti gli impianti e spingendosi in mare fino a circa 200 metri oltre la banchina. Il pontile a piattaforma metallica, con fondale di otto metri permetteva l'attracco a navi da carico di 14.000 tonnellate, con il trasporto dei materiali che avveniva su due linee aeree dotate di quattro funivie e dieci gru elettriche per lo scarico del carbone e del minerale.
Entrata nell'orbita della Terni e poi dell'Ilva, venne assorbita da quest'ultima nel 1931 e nel 1949 lo stabilimento originario cessò di esistere.